# Philosophy: Who Needs It
Filosofía: Quién la necesita es una colección de ensayos de la filósofa Ayn Rand, publicados póstumamente en 1982. Fue el último libro en el que Rand trabajó durante su vida. 

## Resumen
El ensayo que le da título al libro es una conferencia impartida a la clase graduada de la Academia Militar de los Estados Unidos el 6 de marzo de 1974. En este, Rand argumenta que la filosofía juega un papel central en todas las actividades humanas ya que cada acción o pensamiento implica ciertas suposiciones, y que para los humanos es necesario examinar esos supuestos para vivir una vida plena y significativa. Otra conferencia incluida es "Fe y fuerza: los destructores del mundo moderno", que se pronunció en apariciones universitarias en 1960.
Los capítulos restantes son reimpresiones de artículos publicados por Rand en la década de 1970, principalmente en su periódico The Ayn Rand Letter. Estas reimpresiones incluyen "Kant Versus Sullivan", que trata sobre cómo la obra de William Gibson El Milagro de Ana Sullivan ilustra la importancia del lenguaje y el aprendizaje conceptual, "Una carta abierta a Boris Spassky", dirigida al gran maestro de ajedrez soviético Boris Spassky, y "El estímulo y la respuesta", una crítica del libro Beyond Freedom and Dignity del psicólogo BF Skinner.

## Historia de la publicación
Rand había comenzado a trabajar en la colección antes de su muerte, pero la edición final fue preparada por su heredero, Leonard Peikoff. La mayoría de los ensayos aparecieron originalmente en The Ayn Rand Letter. Bobbs-Merrill publicó la edición de tapa dura en septiembre de 1982, seguida de una edición de bolsillo en septiembre de 1984. New American Library lo publicó como libro de bolsillo para el mercado masivo en noviembre de 1984. La edición New American Library fue promovida como el volumen uno de la serie "Biblioteca Ayn Rand" editada por Peikoff.

## Recepción
En el momento de su lanzamiento, el libro recibió críticas en su mayoría negativas. Escribiendo en la revista libertaria Reason, el filósofo Douglas Den Uyl le da al libro una "evaluación mixta", diciendo que vale la pena leer varios de los ensayos, pero que el libro en su conjunto "no es particularmente original o sustantivo" en comparación con sus anteriores trabajos. Den Uyl llega a una conclusión similar en colaboración con Douglas B. Rasmussen, escribiendo en The Philosophic Thought of Ayn Rand que el libro "no contiene el tipo de filosofización significativa encontrada en sus trabajos anteriores".
Los estudiosos posteriores también han criticado el libro, así como algunos de sus ensayos. El historiador James Baker escribe que el volumen "carece de la fuerza para lanzar cualquier proyecto significativo". El filósofo Fred Seddon dice que la explicación de Rand de las opiniones éticas de Immanuel Kant en el ensayo "Causalidad versus deber" es una falacia del hombre de paja. George H. Smith describe "Causality versus Duty" como "un ensayo importante" que describe los puntos de vista de Rand sobre la moralidad, pero la critica por otro ensayo en el que ella, a su vez, criticó los puntos de vista expresados por el filósofo John Rawls en su libro A Theory of Justice sin haber leído el libro.